# Екстаз (фільм, 1933)
«Екстаз» (чеськ. Extase, нім. Extase) — чехословацький чорно-білий художній фільм, знятий режисером Густавом Махатим 1933 року.
Світову популярність фільм «Екстаз» здобув як перша кінострічка в історії художнього повнометражного кіно, що містить еротичну сцену з оголеним жіночим тілом: у ній героїня протягом 10 хвилин купається в лісовому озері. Фільм засудив, зокрема, папа римський Пій XII. Картина була заборонена до показу в кількох країнах і випущена в прокат лише через кілька років з цензурою. Зокрема, в Німеччині Гітлер дозволив випустити її на екрани в скороченій цензурою версії під назвою «Симфонія любові» тільки в січні 1935 року. У більшості стрічок, що демонструвалися в США і Європі, сцени з оголеною акторкою були вирізані. 
Фільм увійшов у десятку найвідоміших фільмів Чехословаччини довоєнного періоду.

## Сюжет
Ева Герман одружується з багатим старим, холодним у стосунках з молодою дружиною. Подружнє життя не складається, старий чоловік і молода дружина не можуть знайти спільної мови. Ева нещасна і вирішує залишити чоловіка й повернутися в дім батька. Одного разу під час прогулянки на лісове озеро вона зустрічає молодого інженера. В Еви спалахує нове почуття і незабаром вони стають коханцями. Їхні стосунки закінчуються після самогубства її чоловіка.

## У ролях
- Геді Ламар — Ева Герман
- Аріберт Мог — Адам
- Звонимир Роґоз[cs] — Еміль Герман, чоловік Еви
- Леопольд Крамер — батько Еви
- Карел Мах-Куча — адвокат
- Іржіна Стеймарова — стенографістка

## Цікаві факти
У 1933 році Геді Ламар, яка виконала головну роль у фільмі «Екстаз», одружилася з фабрикантом зброї, австрійським мільйонером Фріцом Мандлем. Мандль безуспішно намагався викупити всі копії фільму «Екстаз» з віденського прокату, однак оригінал фільму йому не дістався. Зйомки у фільмі «Екстаз» відкрили Геді Ламар дорогу в Голлівуд. 

## Нагороди
- Фільм був учасником 2-го Венеційського кінофестивалю (1934) і відзначений Кубком міста Венеція за кращу режисуру.